# Mây trung tích
Mây trung tích (Altocumulus) là các đám mây thuộc về một lớp có đặc trưng là các khối mây có dạng hình cầu tạo thành lớp hay các đường, các thành phần riêng rẽ lớn hơn và sẫm màu hơn so với các đám mây ti tích (cirro-cumulus) và nhỏ hơn so với các đám mây tầng tích (strato-cumulus). Các đám mây thuộc lớp này chiếm độ cao khoảng 2.400-6.100 m (8.000-20.000 ft). Các đám mây lớp giữa, thông thường có màu trắng hay xám, thường tạo ra thành các lớp hay các đường với các khối hay cuộn tròn gợn sóng.

## Thư viện

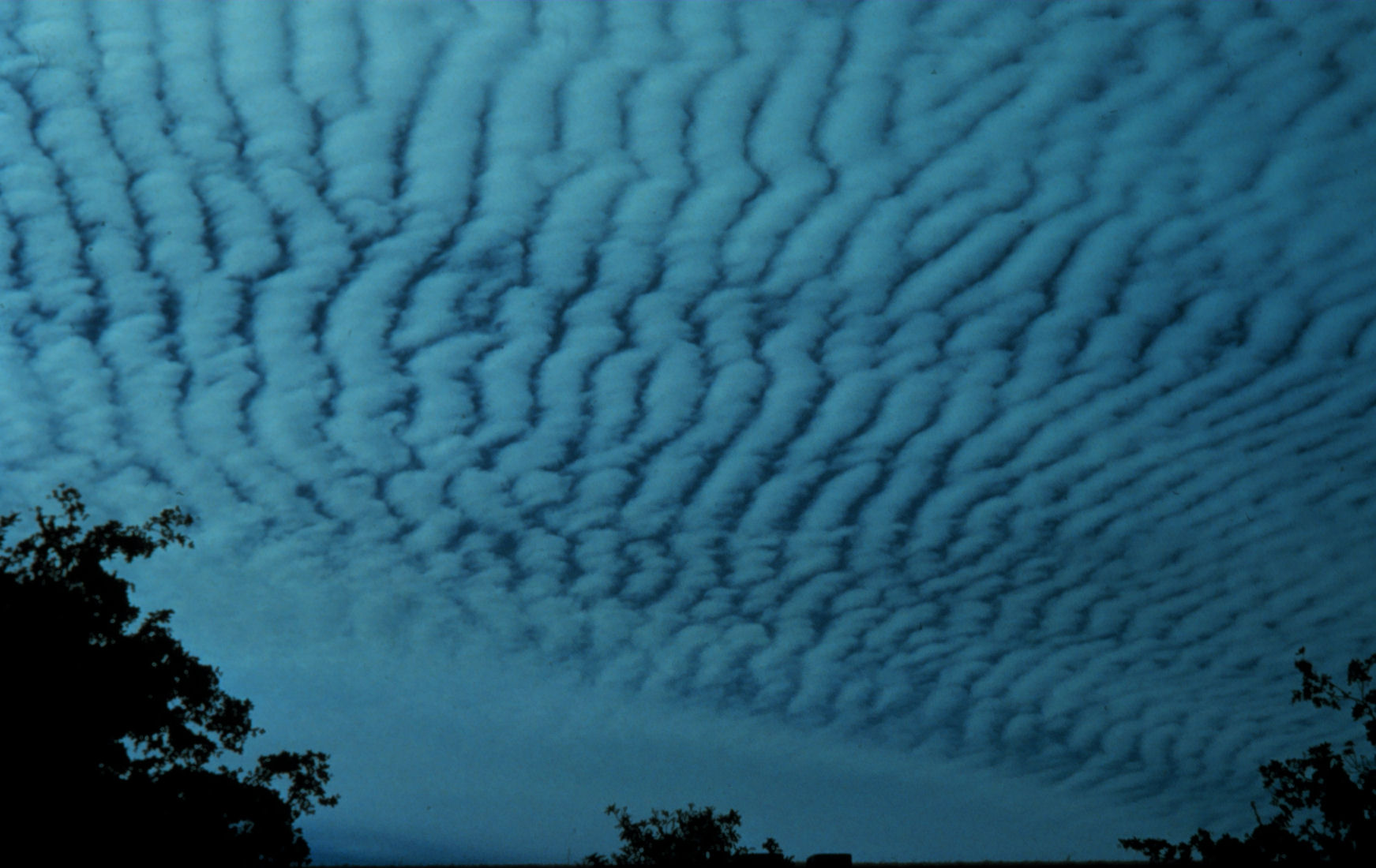
Mây trung tích kiểu đàn cá thu trên bầu trời
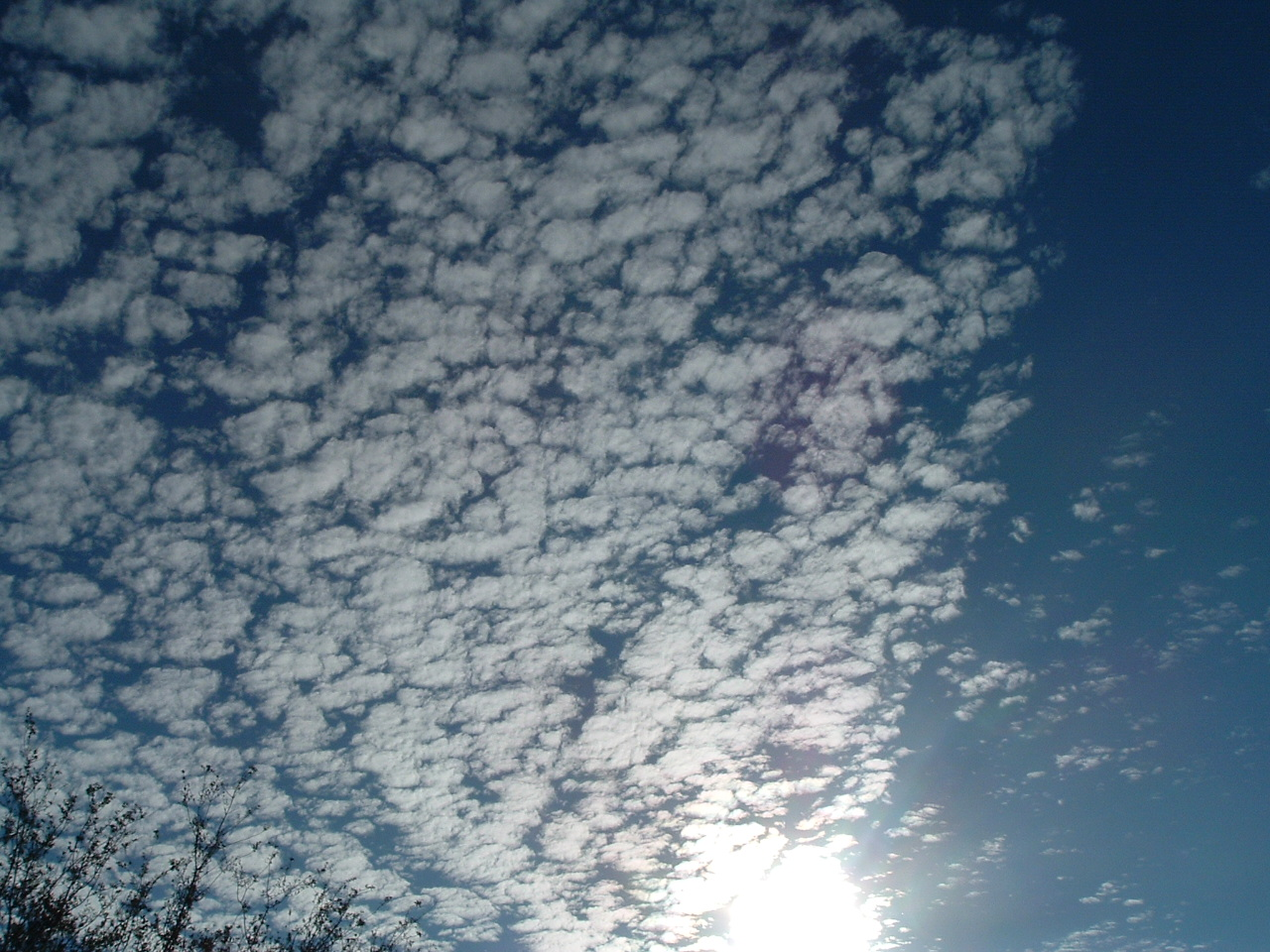
Bầu trời có mây kiểu đàn cá thu phía trên Orlando, Florida
Mây trung tích ở Cà Mau, Việt Nam
Bầu trời có mây kiểu đàn cá thu phía trên Edmonton, AlbertaBầu trời có mây kiểu đàn cá thu phía trên Edmonton, Alberta

## Vị trí tương đối so với các loại mây khác

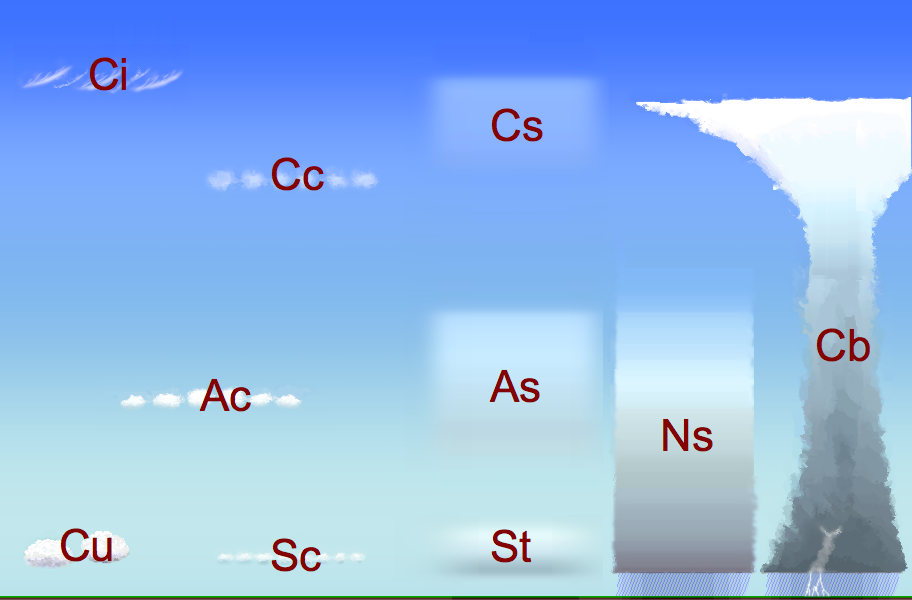
Biểu đồ giản lược chỉ ra cao độ của mây trung tích (Ac)